# Tazza Farnese

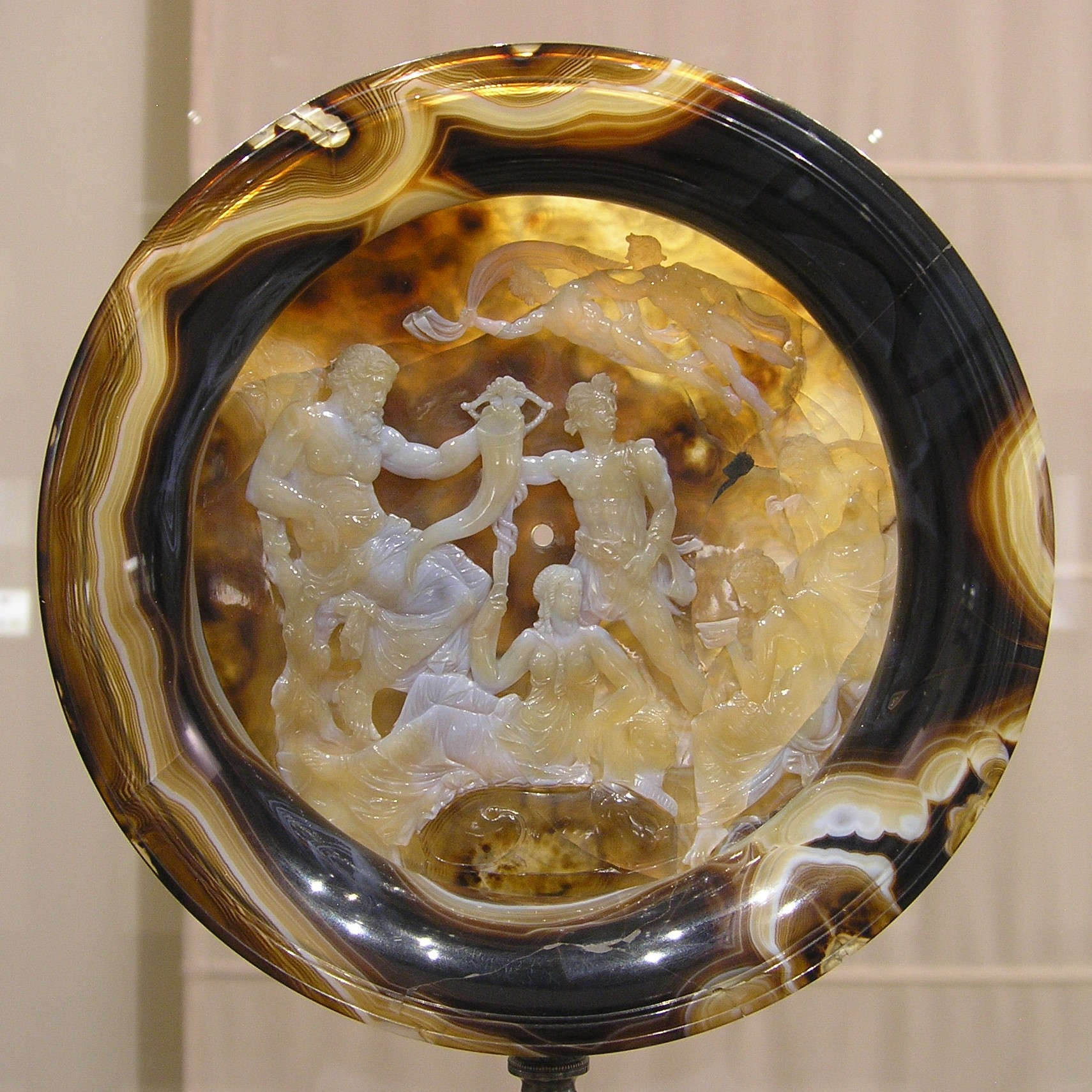
Tazza Farnese, interno

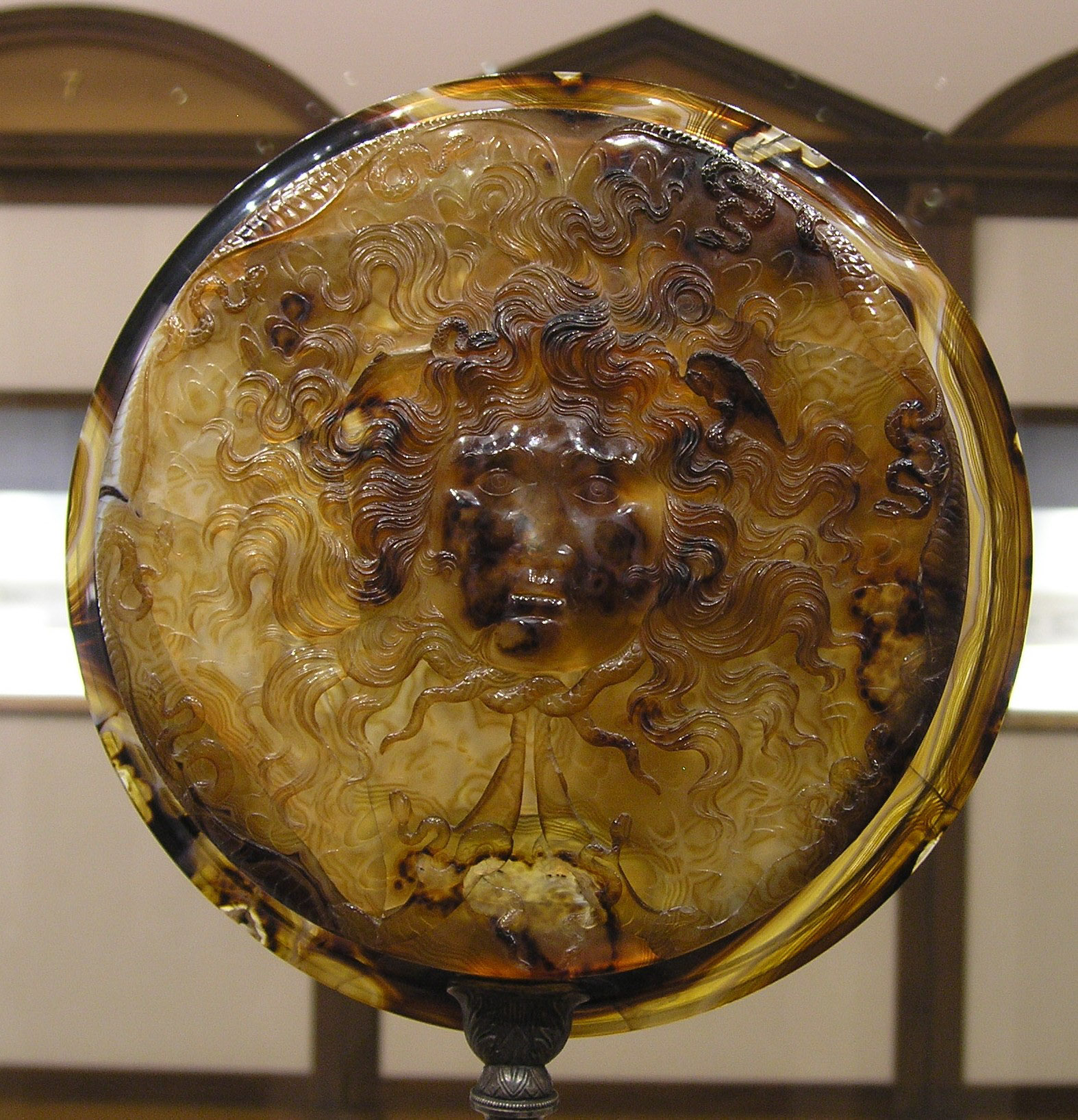
Tazza Farnese, esterno

La Tazza Farnese è un piatto da libagione (phiale) di epoca ellenistica e di scuola alessandrina, fabbricato in agata sardonica e del diametro di 20 cm circa, probabilmente non usato per i banchetti ma per libagioni rituali, attualmente conservato al Museo archeologico nazionale di Napoli. Si tratta di uno dei più controversi capolavori dell'arte antica, sulla cui datazione (generalmente indicata come II o I secolo a.C.) e committenza esistono differenti posizioni da parte degli studiosi. Si tratta inoltre di uno dei pochissimi oggetti dell'antichità che si stimano passati di mano in mano fino ai giorni nostri, senza essere mai finiti sottoterra e conseguentemente recuperati archeologicamente. 

## Storia
Della sua storia nell'antichità si sa poco: potrebbe essere appartenuta a Cleopatra e portata a Roma a seguito della conquista dell'Egitto da parte di Ottaviano nel 31 a.C. Passata poi a Bisanzio, venne probabilmente riportata in Italia dopo la presa della città del 1204.
Si hanno notizie sulla sua esistenza dal 1239, quando ne è documentato l'acquisto da parte di Federico II. Un disegno realizzato a Samarcanda o Herat nel 1430 circa raffigura la Tazza Farnese, attribuito all'artista Muhammad al-Khayyam e conservato nei cosiddetti Diez Album della Staatsbibliothek di Berlino. Il disegno rappresenta con notevole precisione la scena allegorica incisa all'interno della tazza, con una somiglianza tale da suggerire che l'artista abbia avuto accesso diretto al manufatto o a una sua riproduzione estremamente accurata. La presenza della Tazza Farnese in Asia Centrale durante il periodo timuride solleva interrogativi sulla sua provenienza e sui percorsi che l'hanno condotta in quella regione. Alcuni studiosi ipotizzano che il manufatto sia stato considerato una delle "aja'ib" (meraviglie) scambiate tra i principi dell'epoca, apprezzato più per il suo valore artistico e materiale che per il significato iconografico, spesso non compreso appieno nelle culture islamiche del tempo. Potrebbe anche trattarsi di un manufatto gemello a quello in Italia.
In ogni modo l'opera ricomparve a Napoli negli anni 1450 nella collezione di Alfonso V d'Aragona, dove la descrisse Agnolo Poliziano, dopodiché passò nelle mani dell'arcivescovo Ludovico Trevisan e poi del papa, Paolo II Barbo, che la tenne nelle sue raccolte in palazzo San Marco (oggi noto come palazzo Venezia, a Roma), poi messe sul mercato e disperse dopo la sua morte nel 1471 dal suo successore Sisto IV. Quando da Lorenzo il Magnifico venne personalmente a Roma per l'incoronazione del nuovo pontefice, egli trattò la cessione di alcuni pezzi pregiati in cambio dello storno di alcuni debiti del papato verso il Banco Medici, tra cui appunto la tazza, due teste marmoree raffiguranti Augusto e Agrippa e altri oggetti preziosi, tra cui monete e gemme antiche. 
Le gemme medicee, compresa la "tazza", furono poi dono di nozze di Alessandro de' Medici a Margherita d'Austria, dono che essa tenne sempre con sé anche dopo la morte del coniuge, sia quando di rimaritò a Ottavio Farnese, sia quando fu governatrice dei Paesi Bassi spagnoli. Alla sua morte confluì comunque nei beni dei suoi figli, e il passaggio alla famiglia Farnese determinò quindi il nome con cui la tazza è conosciuta attualmente, e le sue sorti seguirono quelli delle collezioni familiari, tra Roma, Parma e infine a Napoli.
La tazza era giunta fondamentalmente integra ai giorni nostri, se si esclude una sbeccatura e un foro su retro fatto al tempo dei Medici per aggiunvervi un piede. Tuttavia nel 1925 un custode del museo, Salvatore Guaita, per protesta contro la direzione del museo che a suo giudizio l'aveva ingiustamente sanzionato, la frantumò deliberatamente, facendola cadere col manico di un ombrello. Venne accuratamente restaurata, ma i segni delle fratture, incancellabili, sono tuttora visibili. 
Durante la seconda durante la seconda guerra mondiale, il soprintendente Amedeo Maiuri, per nasconderla alle razzie dei nazisti, la murò in un'intercapedine all'interno del museo, assieme al Vaso Blu di Pompei.

## Descrizione

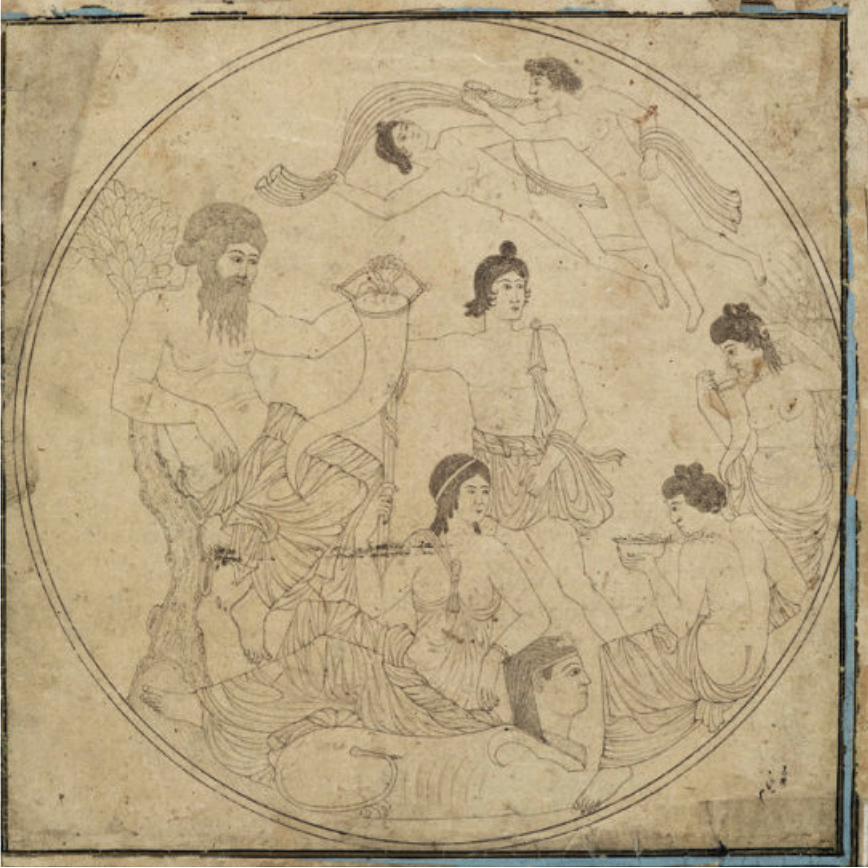
Il disegno persiano della Tazza Farnese

La superficie interna della tazza raffigura un'immagine con sette figure: una Sfinge, su cui siede una figura femminile che reca in mano delle spighe; una grande figura maschile con barba, su un albero, che regge una cornucopia; un giovane che impugna un aratro e che reca a tracolla un sacco di sementi; due figure femminili sedute, una delle quali regge una phiále; due figure maschili in volo nei pressi del bordo superiore.
La superficie esterna invece è interamente decorata da un grande gorgoneion; il naso della Gorgone reca un piccolo foro, la cui esistenza è documentata già nel catalogo della collezione Farnese, probabilmente utilizzato per infilarvi un sostegno per esporre il manufatto.

## Interpretazioni
Le immagini rappresentate nella Tazza Farnese, soprattutto quella interna, hanno dato adito a diverse interpretazioni, tutte comunque legate all'Egitto, grazie al preciso riferimento rappresentato dalla presenza della Sfinge. La prima interpretazione allegorica delle figure presenti all'interno della tazza risale ad una pubblicazione di Ennio Quirino Visconti del 1790, ripresa dal Furtwängler nel 1900: si tratterebbe di una allegoria dei benefici ottenuti dalle piene del Nilo, rappresentato dall'uomo barbuto seduto a sinistra, con la cornucopia. Alla sua destra Horus-Trittolemo si appoggia ad un aratro. Sotto di lui Iside è seduta sulla Sfinge, mentre all'estrema destra le due figure femminili rappresentano le stagioni dell'inondazione e della mietitura con i rispettivi attributi. Presso il bordo superiore le due figure volanti sarebbero le personificazioni dei venti Etesii che provocano le inondazioni. Le figure allegoriche sono state identificate variamente come figure storiche alle quali è stata collegata la committenza dell'opera, quindi il periodo di produzione. Jean Charbonneaux ha collegato la tazza al tempo del regno di Cleopatra I riconoscendo nella figura maschile centrale Tolomeo VI Filometore, nella figura femminile sulla Sfinge Cleopatra I (rappresentata in maniera molto simile in un ritratto conservato al Museo del Louvre), e nella stessa Sfinge la figura di Tolomeo V Epifane defunto. Bastet ha collegato la tazza al tempo di Cleopatra III identificando Horus con Tolomeo Alessandro.
Altre interpretazioni tuttavia si sono susseguite nel corso del tempo e la stessa datazione della tazza viene variamente posta; la difficoltà consiste nell'assenza di punti di riferimento esterni. Tentativi di datazione su base stilistica sono stati effettuati tramite comparazione con opere di datazione ugualmente controversa. La datazione del Bastet, ad esempio, si è basata sul collegamento stilistico con opere tardo ellenistiche come il fregio dell'Hekateion di Lagina.